# Dieudonné Lambrecht

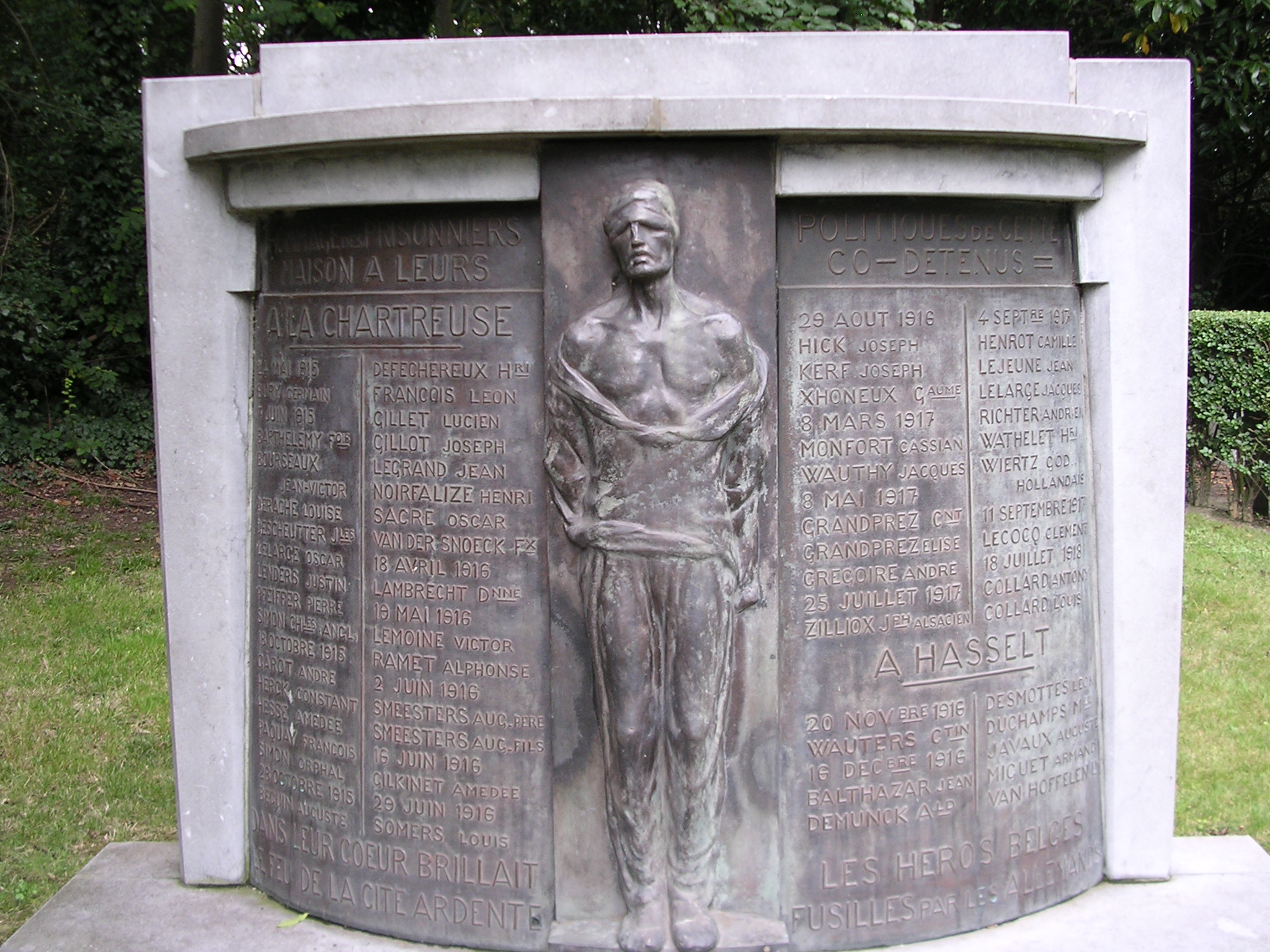
Stèle commémorative au fort de la Chartreuse à Liège

Dieudonné Lambrecht, né le 4 mai 1882 dans le quartier de Thier-à-Liège à Liège, et fusillé par les Allemands le 18 avril 1916 à la Chartreuse de Liège, est un agent du renseignement durant la Première Guerre mondiale. Il fut le fondateur et le dirigeant du réseau de renseignement allié Lambrecht qui sera repris par Walthère Dewé. Ce réseau Dame blanche sera réactivé durant la Seconde Guerre mondiale sous le nom de Clarence.

## Biographie
Après ses études primaires, Dieudonné Lambrecht travaillera un temps pour une imprimerie (Demarteau). Ensuite pour une administration. Il se marie en 1906 et reprendra avec son beau-frère une petite usine de mécanique et d'armurerie qui deviendra prospère. Lorsque la guerre éclate, Dieudonné Lambrecht dispose, en qualité d'armurier, de tous les sauf-conduits nécessaires à ses déplacements en Belgique et aux Pays-Bas. Et c'est dans ce pays qu'il rencontre le délégué du G.Q.G allié basé à Maastricht. Ce dernier lui propose de se mettre au service du renseignement allié. Fervent patriote, catholique, Dieudonné Lambrecht accepte avec enthousiasme. Il met alors sur pied un vaste réseau d'observation des mouvements ferroviaires des troupes ennemies. Il assure personnellement le recrutement des agents du réseau s'assurant ainsi de leur loyauté envers l'organisation. En 1915, le réseau est étendu et il ne lui est désormais plus possible de maîtriser totalement le recrutement de ses membres. Dieudonné sera cité pour la Croix de Guerre en novembre 1915 pour la qualité des renseignements qu'il récoltait et transmettait via ses "passeurs" vers la Hollande. L'attaque en Champagne préfigurant la Bataille de Verdun (1916) sera ainsi éventée par ses services. Dieudonné Lambrecht, constatera, de la même manière, le transfert important de troupes allemandes depuis la Serbie, vers le front des Flandres via le Luxembourg. Les itinéraires capricieux que forçait d'emprunter à leurs troupes l'état major allemand ne dupèrent pas Lambrecht qui eut tôt fait de transmettre que le lieu vers lequel convergeait cette armée en marche n'était autre que Verdun. Les Allemands comprirent l'importance du renseignement dans la stratégie alliée. Ils se dotèrent alors d'agents du contre-espionnage. Pour le seul district de Maastricht, Von Morath, disposait de 95 agents qui se fondaient dans la population pour gagner la confiance. L'un d'entre eux, le cafetier Nicolas Keurvers, sera directement recruté par le délégué du G.Q.G. allié à Maestricht : M. Afchain. Cette funeste décision conduira à l'arrestation de Dieudonné Lambrecht,.

### Arrestation
Le 4 mars 1916, Dieudonné Lambrecht est arrêté à son domicile liégeois par l'officier du contre-espionnage allemand Landwehrlen pour lequel travaillait Keurvers. Les Allemands comprenant vite qu'ils ne tireront aucune information de Lambrecht, décidèrent de précipiter son jugement. Un tribunal militaire se réunira le 7 avril 1916, il prononcera sa sentence le 12 avril 1916. Dieudonné Lambrecht est condamné à mort. Il sera fusillé à la Chartreuse de Liège au petit matin du 18 avril 1916 non sans laisser de derniers et poignants messages à l'attention de son épouse (ils ont une fille alors âgée de quelques mois) et de ses parents âgés. Trois mille personnes assistèrent à ses funérailles. Il repose au Cimetière de Robermont à Liège.  Le réseau, loin de péricliter après son décès, sera repris par son cousin, Walthère Dewé, et il sera actif jusqu'à la fin de la guerre et sera rebaptisé la Dame blanche. En 1940, le réseau sera réactivé par Dewé sous le nom de Cleveland puis de Clarence. Il ne commettra plus les erreurs de recrutement qu'il avait connues lors de la première guerre,. Mais Walthère Dewé sera abattu à Ixelles en janvier 1944, par un officier de la Luftwaffe passant par là, après avoir refusé de se rendre.

## Reconnaissances
- Belgique
  - Chevalier de l'Ordre de Léopold avec liserés d'or et mise à l'ordre du jour de la Nation.
- Grande-Bretagne
  - Officier de l'empire Britannique avec citation.
  - Décoré de la Médaille de la Guerre anglaise.
- France
  - Croix de guerre avec citation à l'ordre du jour du régiment[4].

Une avenue porte son nom à Liège : Avenue Dieudonné Lambrecht, dans le quartier du Thier-à-Liège, face à l'église qu'il aimait fréquenter.